# Nowe Wyszomierki
Nowe Wyszomierki – kolonia wsi Wyszomierz w Polsce, położona w województwie zachodniopomorskim, w powiecie goleniowskim, w gminie Nowogard.
W latach 1975–1998 kolonia administracyjnie należała do województwa szczecińskiego.